# Burano
Burano je otok u Venecijanskoj laguni, koji poput Venecije ima kanale koji ga dijele na manje dijelove, dakle, nije jedan otok već arhipelag. Nalazi se pored otoka Torcella u sjevernom dijelu lagune. Danas je najpoznatiji po čipkarstvu i svojim šareno obojanim kućama.
Burano je udaljen 7 kilometera od Venecije, što je 45-minutna vožnja venecijanskim tramvajem - vaporettom. Mostom je povezan sa susjednim otokom Mazzorbom. Ima 2.762 stanovnika (stanje 2010. godine).

## Povijest
Otok je vjerojatno bio naseljen još od rimskih vremena. U 6. stoljeću okupirali su ga stanovnici izbjegli iz obližnjeg rimskog grada Altinuma. Postoje dvije priče o tome kako je naselje dobilo ime; po jednoj od njih naselje je osnovao neki Burrian sa svojom obitelji, a po drugoj su prvi doseljenici u Burano došli s malih otoka Buranello, koji su također u laguni, ali pet milja južnije.
Iako se otok ubrzo razvio u uspješno naselje, njime se upravljalo iz obližnjeg Torcella, a nije dobio nikakve privilegije kao obližnji Murano. Važnost otoka i naselja narasla je tek u 16. stoljeću, kada su žene iz Burana počele vesti čipku. To je uskoro postao izvozni venecijanski artikl, koji se prodavao širom Europe. No već u 18. stoljeću počelo je slabiti zanimanje za tu robu. Čipkarstvo u Buranu obnovljeno je tek 1872., kada je otvorena škola čipkarstva.

## Znamenitosti Burana
Burano je danas poznat po svojim živo obojanim kućama, u kojima stanuju ili ljetuju brojni umjetnici. Različite boje kućâ predstavljaju razne obitelji. Poznat je i po svojoj crkvi San Martino, sa zvonikom i propovjedaonicom Svete Barbare, te Muzejem i školom čipkarstva.

## Vanjske poveznice
- Fotografije s Burana